# Bonamia trichantha
Bonamia trichantha är en vindeväxtart som beskrevs av Hallier f. Bonamia trichantha ingår i släktet Bonamia och familjen vindeväxter. Inga underarter finns listade i Catalogue of Life.